# Оператор Дирака
Оператор Дирака — общее название дифференциальных операторов, которые являются квадратными корнями некоторого оператора второго порядка, чаще всего оператора Лапласа и его аналогов.
То есть оператор {\displaystyle D} является оператором Дирака для данного оператора второго порядка {\displaystyle \Delta }, если
{\displaystyle D^{2}=\Delta .}
В физике высоких энергий это требование часто ослабляется: предполагается только, что главная часть {\displaystyle D^{2}} совпадает с {\displaystyle \Delta }.

## Примеры
- {\displaystyle D=-i\cdot \partial _{x}} является оператором Дирака на касательном расслоении над прямой.
- Для дифференциальных форм на римановом многообразии оператор Дирака можно определить как

{\displaystyle D=\sum _{i}e_{i}\bullet \nabla _{e_{i}},}
где {\displaystyle e_{i}} — ортонормированный репер в точке, {\displaystyle \nabla } — связность, а {\displaystyle \bullet } — умножение Клиффорда. Его квадрат
{\displaystyle D^{2}=\sum _{i,j}e_{i}\bullet e_{j}\bullet \nabla _{e_{i},e_{j}}^{2}}
называется лапласианом Дирака; для функций он совпадает с оператором Лапласа — Бельтрами, но он также определён на формах всех степеней.